# فجر يوم جديد (فلم)
فجر يوم جديد، فيلم مصري من إنتاج سنة 1965 وكان عرضه الأول يوم 10 فبراير من نفس السنة. الفيلم من إخراج يوسف شاهين وتأليف سمير نصري، ومن بطولة سناء جميل وحمدي غيث وعدد من الفنانين الآخرين.

## القصة
مجموعة من الأشخاص غير المتجانسين في الوسط البرجوازي في القاهرة، يعيشون في حالة عوز بعد أن أتت الظروف السياسية ضدهم، من بين هؤلاء توجد نايلة امرأة في الأربعين، تتعرف على شاب صغير إسمه طارق، فتنجذب إلى بساطته رغم أنه من وسط اجتماعي مختلف تمامًا، فهي لم تختر أي رجل من طبقتها، خاصة أبو العلا الذي يحاول التقرب إليها.
فجر يوم جديد هو قصة حب حزينة سلط شاهين الضوء من خلالها على القلق الذي عانت منها الطبقة البرجوازية بعد ثورة يوليو، حيث فشلت تلك الطبقة في التعامل مع التغيرات الجديدة في المجتمع واستيعابها؛ فعبر چو عن قلق برجوازي ما بعد الثورة من خلال امرأة تبحث عن ذاتها بتردد داخل عالم جديد غير مألوف بالنسبة لها، إلا أنها عندما تقترب أكثر من طارق وعالمه تنتابها أفكار حول ماضيها، ويدور نقاش حاد بينهما يتضح من خلاله عدم قدرة كل منهما على التواصل مع الآخر، لتقرر هي في النهاية الابتعاد عنه.

## ردود فعل
تلقى الفيلم ردود فعل جيدة، حيث قال الناقد محمود قاسم إن فيلم «فجر يوم جديد» يعكس عبقرية المخرج يوسف شاهين والمصور.

## وصلات خارجية
- مقالات تستعمل روابط فنية بلا صلة مع ويكي بيانات
- فجر يوم جديد على موقع الدهليز